# Hertha Berliner Sport-Club 1977-1978
Questa voce raccoglie le informazioni riguardanti l'Hertha Berliner Sport-Club nelle competizioni ufficiali della stagione 1977-1978.

## Stagione
Nella stagione 1977-1978 l'Hertha Berlino, allenato da Kuno Klötzer, concluse il campionato di Bundesliga al 3º posto. In Coppa di Germania l'Hertha Berlino fu eliminato ai quarti di finale dal Duisburg.

## Rosa
| N. |                     | Ruolo | Calciatore           |
| -- | ------------------- | ----- | -------------------- |
|    | Germania (bandiera) | P     | Norbert Nigbur       |
|    | Germania (bandiera) | P     | Manfred Werner       |
|    | Germania (bandiera) | D     | Holger Brück         |
|    | Germania (bandiera) | D     | Jürgen Diefenbach    |
|    | Germania (bandiera) | D     | Hans-Joachim Förster |
|    | Germania (bandiera) | D     | Uwe Kliemann         |
|    | Germania (bandiera) | D     | Michael Sziedat      |
|    | Germania (bandiera) | D     | Hans Weiner          |
|    | Germania (bandiera) | C     | Erich Beer           |
|    | Germania (bandiera) | C     | Bernd Gersdorff      |

| N. |                      | Ruolo | Calciatore          |
| -- | -------------------- | ----- | ------------------- |
|    | Germania (bandiera)  | C     | Heinz Gründel       |
|    | Danimarca (bandiera) | C     | Jørgen Kristensen   |
|    | Germania (bandiera)  | C     | Dieter Nüssing      |
|    | Danimarca (bandiera) | C     | Ole Rasmussen       |
|    | Germania (bandiera)  | C     | Wolfgang Sidka      |
|    | Germania (bandiera)  | A     | Erwin Albert        |
|    | Germania (bandiera)  | A     | Karl-Heinz Granitza |
|    | Germania (bandiera)  | A     | Gerhard Grau        |
|    | Germania (bandiera)  | A     | Dietmar Krämer      |
|    | Germania (bandiera)  | A     | Wolfgang Zink       |

## Organigramma societario
Area tecnica
- Allenatore: Kuno Klötzer
- Allenatore in seconda: Hans Eder
- Preparatore dei portieri:
- Preparatori atletici:

## Calciomercato

### Sessione estiva
| Acquisti | Acquisti       | Acquisti      | Acquisti |
| R.       | Nome           | da            | Modalità |
| -------- | -------------- | ------------- | -------- |
| A        | Erwin Albert   | 1. FC Haßfurt |          |
| C        | Dieter Nüssing | Norimberga    |          |
| A        | Wolfgang Zink  | VfR Achern    |          |

| Cessioni | Cessioni         | Cessioni          | Cessioni |
| R.       | Nome             | a                 | Modalità |
| -------- | ---------------- | ----------------- | -------- |
| D        | Frank Hanisch    | Wuppertal         |          |
| C        | Erwin Hermandung | Eintracht Treviri |          |
| A        | Lorenz Horr      | Wormatia Worms    |          |

### Sessione invernale
| Acquisti | Acquisti | Acquisti | Acquisti |
| R.       | Nome     | da       | Modalità |
| -------- | -------- | -------- | -------- |

| Cessioni | Cessioni | Cessioni | Cessioni |
| R.       | Nome     | a        | Modalità |
| -------- | -------- | -------- | -------- |

## Risultati

### Bundesliga

#### Girone di andata
| Arbitro: | Niemann |

|                           |           |              |
| Sidka 46’, 73’ Weiner 62’ | Marcatori | 86’ Kostedde |

| Arbitro: | Roth |

|                       |           |              |
| Wimmer 41’ Bonhof 87’ | Marcatori | 43’ Granitza |

| Arbitro: | Hontheim |

|                                               |           |  |
| Herget 2’ Woelk 66’ Bast 70’, 89’ Gerland 88’ | Marcatori |  |

| Arbitro: | Drescher |

|                                  |           |                      |
| Granitza 8’ Gersdorff 73’ (rig.) | Marcatori | 12’ Worm 88’ Büssers |

| Arbitro: | Risse |

|                                |           |                                    |
| Falter 22’ Bierofka 67’ (rig.) | Marcatori | 42’ Nüssing 45’ Granitza 89’ Sidka |

| Arbitro: | Hennig |

|                          |           |  |
| Granitza 43’ Nüssing 85’ | Marcatori |  |

| Arbitro: | Kindervater |

|                     |           |  |
| Toppmöller 45’, 68’ | Marcatori |  |

| Arbitro: | Waltert |

|             |           |            |
| Förster 44’ | Marcatori | 78’ Hoeneß |

| Arbitro: | Walther |

|                      |           |  |
| Gerber 55’, 66’, 72’ | Marcatori |  |

| Berlino 1º settembre 1977, ore 15:30 CEST 10ª giornata | Hertha Berlino | 0 – 0 referto | Fortuna Düsseldorf | Stadio Olimpico (10 000 spett.)\| Arbitro: \| Messmer \| |
| Arbitro:                                               | Messmer        |               |                    |                                                          |

| Arbitro: | Glasneck |

|                                    |           |          |
| Müller 18’ Gerber 64’ van Gool 65’ | Marcatori | 73’ Beer |

| Arbitro: | Eschweiler |

|                   |           |  |
| Granitza 37’, 48’ | Marcatori |  |

| Arbitro: | Stäglich |

|  |           |                        |
|  | Marcatori | 30’ Grau 89’ Gersdorff |

| Arbitro: | Schmoock |

|          |           |  |
| Grau 29’ | Marcatori |  |

| Arbitro: | Risse |

|                           |           |                           |
| Eickels 15’ Ellbracht 51’ | Marcatori | 20’ Gersdorff 25’ Nüssing |

| Arbitro: | Aldinger |

|                               |           |              |
| Brück 29’ (rig.) Granitza 62’ | Marcatori | 21’ Schipper |

| Arbitro: | Ahlenfelder |

|                               |           |                        |
| Keegan 35’ Volkert 38’ (rig.) | Marcatori | 55’ Granitza 87’ Sidka |

#### Girone di ritorno
| Arbitro: | Joos |

|           |           |             |
| Geyer 36’ | Marcatori | 25’ Nüssing |

| Arbitro: | Klauser |

|                          |           |              |
| Granitza 12’ Nüssing 66’ | Marcatori | 64’ Heynckes |

| Arbitro: | Quindeau |

|                                               |           |                           |
| Kristensen 39’ Kliemann 49’ Granitza 50’, 51’ | Marcatori | 30’ (rig.), 36’, 76’ Abel |

| Arbitro: | Meuser |

|                       |           |              |
| Fenten 8’ Seliger 19’ | Marcatori | 54’ Granitza |

| Arbitro: | Burgers |

|                                                       |           |              |
| Brück 33’ (rig.) Beer 42’ Kristensen 63’ Granitza 70’ | Marcatori | 76’ Hofeditz |

| Arbitro: | Redelfs |

|  |           |                                                               |
|  | Marcatori | 36’ Weiner 53’ Kristensen 56’, 70’ Gersdorff 78’ (rig.) Brück |

| Arbitro: | Dölfel |

|                    |           |                |
| Gersdorff 45’, 79’ | Marcatori | 15’ Toppmöller |

| Arbitro: | Waltert |

|           |           |  |
| Elmer 32’ | Marcatori |  |

| Arbitro: | Risse |

|                                                     |           |  |
| Granitza 4’, 21’, 84’ Gersdorff 6’ Brück 63’ (rig.) | Marcatori |  |

| Düsseldorf 25 febbraio 1978, ore 15:30 CET 27ª giornata | Fortuna Düsseldorf | 0 – 0 referto | Hertha Berlino | Rheinstadion (24 000 spett.)\| Arbitro: \| Luca \| |
| Arbitro:                                                | Luca               |               |                |                                                    |

| Arbitro: | Redelfs |

|                  |           |              |
| Brück 45’ (rig.) | Marcatori | 30’ Cullmann |

| Arbitro: | Meuser |

|                                                   |           |                           |
| Görts 8’ Bracht 21’ Kliemann 36’ (aut.) Röber 73’ | Marcatori | 72’ Kristensen 74’ Weiner |

| Arbitro: | Burgers |

|                                        |           |           |
| Nüssing 11’ Sidka 69’ Brück 90’ (rig.) | Marcatori | 84’ Oblak |

| Arbitro: | Frickel |

|              |           |              |
| Breitner 71’ | Marcatori | 32’ Granitza |

| Arbitro: | Stäglich |

|          |           |            |
| Beer 52’ | Marcatori | 85’ Bender |

| Arbitro: | Engel |

|                        |           |  |
| Kremers 41’ Wagner 85’ | Marcatori |  |

| Arbitro: | Linn |

|                                |           |                        |
| Kaltz 16’ (aut.) Beer 48’, 73’ | Marcatori | 52’ Volkert 84’ Buljan |

### Coppa di Germania
| Arbitro: | Roth |

|                 |           |                                                                 |
| Ritz 61’ (rig.) | Marcatori | 27’, 48’ Nüssing 52’ Krämer 55’ Kliemann 66’ Granitza 84’ Sidka |

| Arbitro: | Engel |

|               |           |                              |
| Cajkovski 75’ | Marcatori | 32’ Weiner 60’, 76’ Kliemann |

| Arbitro: | Klein |

|  |           |                                            |
|  | Marcatori | 55’, 90’ Brück 61’ Granitza 68’ Kristensen |

| Arbitro: | Dölfel |

|             |           |                 |
| Bartel 118’ | Marcatori | 115’ Kristensen |

| Arbitro: | Niemann |

|                                 |           |            |
| Beer 10’, 114’ Sidka 108’, 110’ | Marcatori | 48’ Gruler |

| Arbitro: | Walz |

|             |           |  |
| Büssers 13’ | Marcatori |  |

## Statistiche

### Statistiche di squadra
| Competizione      | Punti | In casa | In casa | In casa | In casa | In casa | In casa | In trasferta | In trasferta | In trasferta | In trasferta | In trasferta | In trasferta | Totale | Totale | Totale | Totale | Totale | Totale | DR  |
| Competizione      | Punti | G       | V       | N       | P       | Gf      | Gs      | G            | V            | N            | P            | Gf           | Gs           | G      | V      | N      | P      | Gf     | Gs     | DR  |
| ----------------- | ----- | ------- | ------- | ------- | ------- | ------- | ------- | ------------ | ------------ | ------------ | ------------ | ------------ | ------------ | ------ | ------ | ------ | ------ | ------ | ------ | --- |
| Bundesliga        | 40    | 17      | 12      | 5       | 0       | 38      | 16      | 17           | 3            | 5            | 9            | 21           | 32           | 34     | 15     | 10     | 9      | 59     | 48     | +11 |
| Coppa di Germania | -     | 1       | 1       | 0       | 0       | 4       | 1       | 5            | 3            | 1            | 1            | 14           | 4            | 6      | 4      | 1      | 1      | 18     | 5      | +13 |
| Totale            | 40    | 18      | 13      | 5       | 0       | 42      | 17      | 22           | 6            | 6            | 10           | 35           | 36           | 40     | 19     | 11     | 10     | 77     | 53     | +24 |

### Andamento in campionato
| Giornata  | 1 | 2 | 3  | 4  | 5  | 6 | 7  | 8  | 9  | 10 | 11 | 12 | 13 | 14 | 15 | 16 | 17 | 18 | 19 | 20 | 21 | 22 | 23 | 24 | 25 | 26 | 27 | 28 | 29 | 30 | 31 | 32 | 33 | 34 |
| --------- | - | - | -- | -- | -- | - | -- | -- | -- | -- | -- | -- | -- | -- | -- | -- | -- | -- | -- | -- | -- | -- | -- | -- | -- | -- | -- | -- | -- | -- | -- | -- | -- | -- |
| Luogo     | C | T | T  | C  | T  | C | T  | C  | T  | C  | T  | C  | T  | C  | T  | C  | T  | T  | C  | C  | T  | C  | T  | C  | T  | C  | T  | C  | T  | C  | T  | C  | T  | C  |
| Risultato | V | P | P  | N  | V  | V | P  | N  | P  | N  | P  | V  | V  | V  | N  | V  | N  | N  | V  | V  | P  | V  | V  | V  | P  | V  | N  | N  | P  | V  | N  | N  | P  | V  |
| Posizione | 4 | 8 | 15 | 16 | 10 | 8 | 12 | 12 | 14 | 13 | 15 | 14 | 12 | 10 | 10 | 7  | 6  | 6  | 5  | 2  | 7  | 3  | 3  | 3  | 4  | 3  | 3  | 3  | 4  | 3  | 3  | 3  | 4  | 3  |

Legenda:

Luogo: C = Casa; T = Trasferta. Risultato: V = Vittoria; N = Pareggio; P = Sconfitta.

### Statistiche dei giocatori
| Giocatore     | Bundesliga | Bundesliga | Bundesliga  | Bundesliga | Coppa di Germania | Coppa di Germania | Coppa di Germania | Coppa di Germania | Totale   | Totale | Totale      | Totale     |
| Giocatore     | Presenze   | Reti       | Ammonizioni | Espulsioni | Presenze          | Reti              | Ammonizioni       | Espulsioni        | Presenze | Reti   | Ammonizioni | Espulsioni |
| ------------- | ---------- | ---------- | ----------- | ---------- | ----------------- | ----------------- | ----------------- | ----------------- | -------- | ------ | ----------- | ---------- |
| E. Albert     | 2          | 0          | 0           | 0          | 0                 | 0                 | 0                 | 0                 | 2        | 0      | 0           | 0          |
| E. Beer       | 33         | 5          | 1           | 0          | 4                 | 2                 | 1                 | 0                 | 37       | 7      | 2           | 0          |
| H. Brück      | 34         | 6          | 1           | 0          | 6                 | 2                 | 0                 | 0                 | 40       | 8      | 1           | 0          |
| J. Diefenbach | 10         | 0          | 0           | 0          | 2                 | 0                 | 1                 | 0                 | 12       | 0      | 1           | 0          |
| H. Förster    | 5          | 1          | 1           | 0          | 2                 | 0                 | 0                 | 0                 | 7        | 1      | 1           | 0          |
| B. Gersdorff  | 31         | 8          | 5           | 0          | 6                 | 0                 | 0                 | 0                 | 37       | 8      | 5           | 0          |
| K. Granitza   | 31         | 17         | 2           | 0          | 6                 | 2                 | 0                 | 0                 | 37       | 19     | 2           | 0          |
| G. Grau       | 18         | 2          | 0           | 0          | 3                 | 0                 | 0                 | 0                 | 21       | 2      | 0           | 0          |
| H. Gründel    | 4          | 0          | 0           | 0          | 2                 | 0                 | 0                 | 0                 | 6        | 0      | 0           | 0          |
| U. Kliemann   | 33         | 1          | 5           | 0          | 6                 | 3                 | 1                 | 0                 | 39       | 4      | 6           | 0          |
| J. Kristensen | 31         | 4          | 3           | 0          | 4                 | 2                 | 0                 | 0                 | 35       | 6      | 3           | 0          |
| D. Krämer     | 3          | 0          | 0           | 0          | 2                 | 1                 | 0                 | 0                 | 5        | 1      | 0           | 0          |
| N. Nigbur     | 34         | 0          | 0           | 0          | 6                 | 0                 | 0                 | 0                 | 40       | 0      | 0           | 0          |
| D. Nüssing    | 34         | 6          | 2           | 0          | 6                 | 2                 | 1                 | 0                 | 40       | 8      | 3           | 0          |
| O. Rasmussen  | 7          | 0          | 0           | 0          | 1                 | 0                 | 0                 | 0                 | 8        | 0      | 0           | 0          |
| W. Sidka      | 33         | 5          | 2           | 0          | 5                 | 3                 | 1                 | 0                 | 38       | 8      | 3           | 0          |
| M. Sziedat    | 34         | 0          | 2           | 0          | 6                 | 0                 | 1                 | 0                 | 40       | 0      | 3           | 0          |
| H. Weiner     | 31         | 3          | 3           | 1          | 5                 | 1                 | 0                 | 0                 | 36       | 4      | 3           | 1          |
| M. Werner     | 0          | 0          | 0           | 0          | 0                 | 0                 | 0                 | 0                 | 0        | 0      | 0           | 0          |
| W. Zink       | 0          | 0          | 0           | 0          | 0                 | 0                 | 0                 | 0                 | 0        | 0      | 0           | 0          |